# Black Widow (Iggy Azalea)
Black Widow è un singolo della rapper australiana Iggy Azalea, pubblicato il 13 agosto 2014 come quinto estratto dal primo album in studio The New Classic.
Il brano vede la collaborazione della cantante britannica Rita Ora.

## Pubblicazione
Il 26 febbraio 2014, in un'intervista con la stazione radio Los Angeles Power 106, Azalea ha dichiarato che il quinto singolo lo avrebbe scritto con Katy Perry. A 90-second ha cantato un'anteprima di Black Widow, che è poi stata pubblicata l'11 aprile 2014. La versione completa della canzone è stata pubblicata online il 17 aprile 2014, cinque giorni prima l'uscita di The New Classic il 22 aprile 2014.
La canzone è stata presentata live in spettacoli quali 2014 Video Music Awards e The Ellen Show.

## Video musicale
Il video ufficiale del singolo è stato pubblicato sul canale VEVO di Iggy Azalea il 13 agosto 2014, anticipato da un'anteprima di 16 secondi l'11 agosto, pubblicata sempre sul canale della rapper. Nel video è presente anche l'attore statunitense Michael Madsen. Il video è inoltre una citazione all'opera cinematografica Kill Bill: Volume 1 di Quentin Tarantino.

## Classifiche

### Classifiche settimanali
| Classifica (2014-16) | Posizione massima |
| -------------------- | ----------------- |
| Australia            | 2                 |
| Austria              | 25                |
| Belgio (Fiandre)     | 12                |
| Belgio (Vallonia)    | 20                |
| Bulgaria             | 1                 |
| Canada               | 6                 |
| Danimarca            | 19                |
| Finlandia            | 5                 |
| Francia              | 9                 |
| Germania             | 39                |
| Irlanda              | 9                 |
| Italia               | 47                |
| Libano               | 2                 |
| Norvegia             | 17                |
| Nuova Zelanda        | 11                |
| Paesi Bassi          | 13                |
| Polonia              | 6                 |
| Repubblica Ceca      | 26                |
| Regno Unito          | 4                 |
| Romania              | 97                |
| Slovacchia           | 19                |
| Spagna               | 32                |
| Stati Uniti          | 3                 |
| Svezia               | 23                |
| Svizzera             | 28                |

### Classifiche di fine anno
| Classifica (2014) | Posizione |
| ----------------- | --------- |
| Australia         | 70        |
| Belgio (Fiandre)  | 84        |
| Canada            | 39        |
| Paesi Bassi       | 55        |
| Regno Unito       | 46        |
| Russia            | 186       |
| Stati Uniti       | 26        |